# بابی ویلسون (تنیس‌باز)
 بابی ویلسون (انگلیسی: Bobby Wilson؛ زاده ۲۲ نوامبر ۱۹۳۵) یک تنیس‌باز اهل بریتانیا است.